# 보잉 KC-767
보잉 KC-767 글로벌 공중급유기(GTTA)는 미국 공군을 위해 보잉 767-200ER을 개조하여 만든 차세대 군사용 공중급유기이다.
보잉은 최초의 주문을 2001년 이탈리아로부터 받았다. 4대의 KC-767A가 주문되었다. 일본 항공자위대는 보다 발전된 붐을 장착하고 있는 KC-767J 4대를 주문했다.

## KC-X 사업
미국 공군은 구형 KC-135를 교체하기 위해 KC-X 사업을 진행 중이다. KC-X 공개입찰에서는 미국의 보잉사와 유럽의 에어버스 A330 MRTT가 경쟁했다.
2002년에 KC-135E를 교체하기 위해 미국 공군에 의해 선정된 후 KC-767A 라는 제식명칭을 받았다.
2003년 12월 보잉사의 부정부패 사건이 발각되어 계약이 동결되었다.
현재 이탈리아와 일본을 위해 개발되고 있다. 각각 4대씩 계약했다. 그러나 개발비가 10억 달러가 넘어서 주문이 많아야 하는데, 170여대를 1차 주문하는 미국 공군의 계약을 수주할 것을 기대하고 있다.
2008년 2월 미 국방부는 노스럽 그러먼과 EADS가 개발한 KC-30을 선택했고, 공식 제식명칭을 KC-45A로 정해주었다.
2008년 3월 11일 보잉은 미국 공군의 결정에 항의를 했고, 2008년 6월 18일 미국 연방회계감사원(GAO)은 보잉의 항의를 지지하여 유럽 에어버스 공중급유기의 도입이 불투명해졌다. 그러나 2008년 8월 KC-X 입찰은 취소되었다.

## 제원

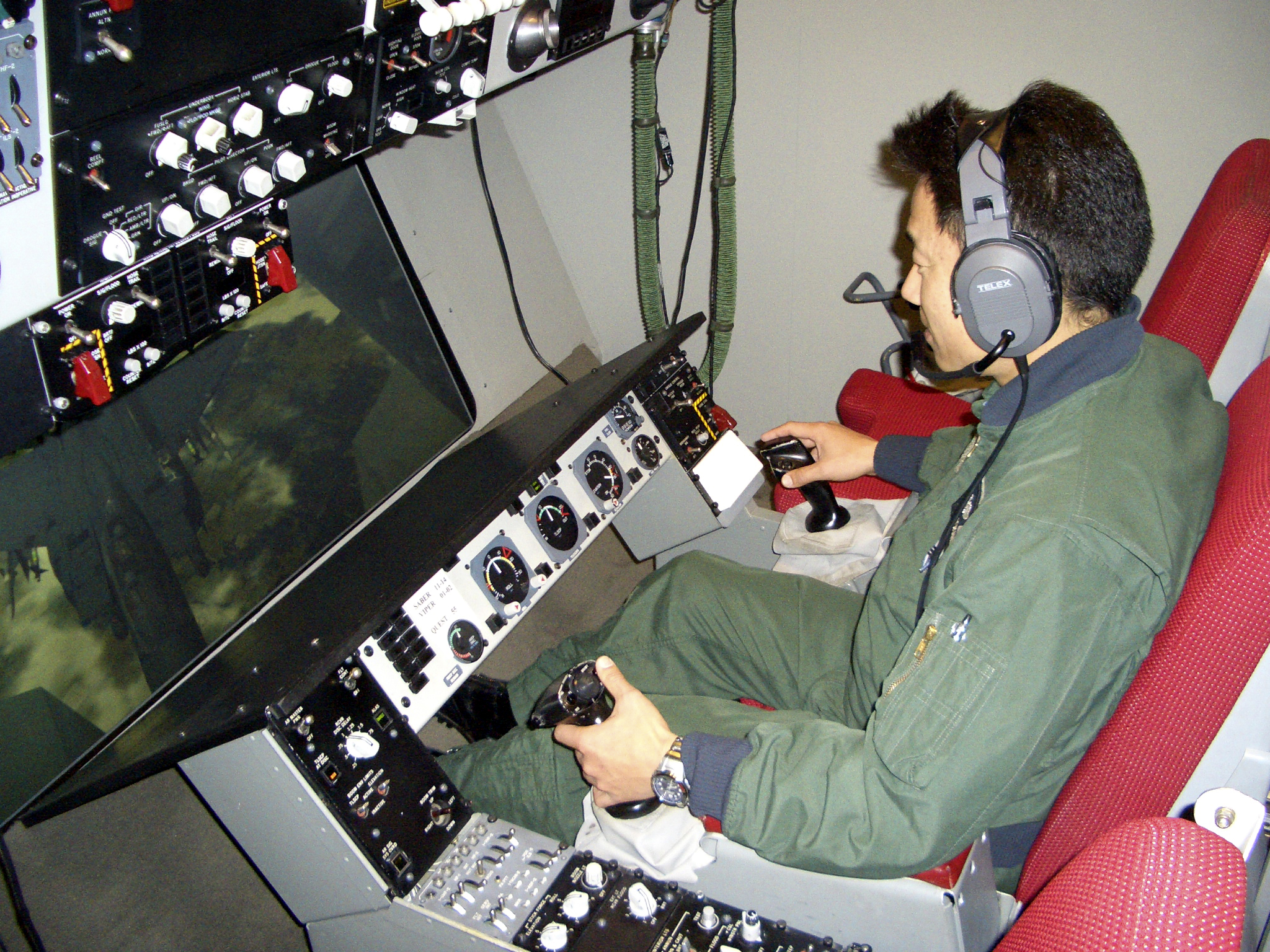
일본 항공자위대의 급유 담당관이 KC-767 시뮬레이터로 붐을 조작하고 있다

일반 특성
- 승무원: 3명 (조종사 2명, 급유담당관 1명)
- 용량: 최대 200명 승객 또는 19개 463L 팰릿
- 길이: 159 ft 2 in (48.5 m)
- 날개폭: 156 ft 1 in (47.6 m)
- 높이: 52 ft (15.8 m)
- 공허중량: 181,610 lb (82,377 kg)
- 최대이륙중량: 395,000 lb (186,880 kg)
- 엔진: 2× GE CF6-80C2 터보팬, 60,200 lbf (268 kN) 각각
- 최대연료적재량: 160,660 lb (72,877 kg)

성능
- 최대속도: 마하 0.86 (570 mph, 915 km/h)
- 순항속도: 마하 0.80 (530 mph, 851 km/h)
- 항속거리: 6,385 nmi (12,200 km)
- 상승한도: 40,100 ft (12,200 m)

## 같이 보기
- 보잉 767
- 보잉 E-767
- E-10 MC2A
- 노스롭 그루먼 KC-45
- 에어버스 A310 MRTT
- 에어버스 A330 MRTT - 미국 공군의 KC-X 사업 경쟁 기종이다.
- KC-135 스트래토탱커
- KC-10 익스텐더